# Plac Svornosti
 Plac Svornosti w Českým Krumlovie – czworokątny plac, rynek, stanowiący centrum Starego Miasta.
Plac wraz z historycznym centrum miasta, jest wpisany na listę światowego dziedzictwa UNESCO.
Stare miasto wzmiankowane jest po raz pierwszy w 1274 roku. Powstało ono na tzw. zielonej łące, tzn. w miejscu gdzie nie było wcześniej osady. Plac centralny założony w XIII wieku na typowym dla tego okresu planie czworokąta, na prawym brzegu rzeki Wełtawy, która w tym miejscu tworzy zakole otaczające Stare Miasto. Wyznaczony przez cztery szeregi mieszczańskich domów, z ulicami wychodzącymi z jego rogów. Ulice te prowadzą do dawnych miejskich bram . Wzorowano się na planie architektonicznym Czeskich Budziejowic.
Pierwsze domy przy rynku były drewniane, w XIV i XV wieku pojawiły się tu domy murowane. Obecnie domy te mają gotycki lub renesansowy charakter. Często domy renesansowe powstawały przez połączenie wąskich gotyckich obiektów w większe budowle, a fasady tych domów są połączone arkadami.
Przykładem takiej renesansowej budowli jest ratusz, który powstał z połączenia gotyckich kamienic w około 1597 roku, a w 1796 forma domu została uproszczona przez dodanie klasycystycznych attyk. Fasadę budynku ratusza zdobią: godło Republiki Czeskiej, herb miasta Český Krumlov oraz herby rodowe Eggenbergów i Schwarzenbergów. W podziemiu ratusza znajduje się Muzeum Tortur. Pierwotny ratusz znajdował się w innej kamienicy, gdzie znajdowało się także miejskie więzienie, które funkcjonowało do XVIII wieku.
Dominującym obiektem rynku jest studnia miejska z kolumną morową. Na słupie znajduje się rzeźba Marii Panny Immaculaty z 1712–1716 roku. Jest ona dziełem praskiego rzeźbiarza Matyasa Vaclava Jackela i miejscowego kamieniarza Jana Planskera.

Pierwsza wzmianka o podłączeniu wody na Rynku w Českým Krumlovie pochodzi z 1388 roku. Najstarsza studnia była drewniana, uzupełniona korytem, z którego konie piły wodę. W 1577 roku została podłączona woda z miejskiego stawu przy Górnej Bramie, a studnia zamieniona została na kamienną. W 1843 roku stan techniczny studni był tak zły, że zdecydowano o jej likwidacji. Nowy zbiornik wody wybudowano w obecnej lokalizacji i połączono ze słupem morowym. Fontannę tę wykonał kamieniarz Josef Hauber. Obiekt jest ozdobiony rzeźbami świętych, ustawionych na dwóch poziomach. W górnym znajdują się figury: św. Wacława, św. Wita, św. Jana Ewangelisty, św. Judy Tadeusza. W dolnym poziomie ustawione są figury św. Franciszka Xawerego, św. Sebastiana, św. Kajetana i św. Rocha. Budowa słupa była finansowana przez Marię Ernestinę ze Schwarzenberku jako wotum dziękczynne za zakończenie epidemii dżumy, która dotknęła miasto w latach 1680–1682.